# Стайки (пам'ятка природи)
Стайки — ботанічна пам'ятка природи місцевого значення. Об'єкт розташований на території Яремчанської міської ради Івано-Франківської області, Дорівське лісництво, квартал 9, виділ 3.
Площа — 0,0900 га, статус отриманий у 1988 році.